# Giarabub (film)
Giarabub è un film di guerra del 1942 diretto da Goffredo Alessandrini.

## Trama
Di genere epico, il film è imperniato sulla eroica resistenza delle truppe italiane del fortino di Giarabub, in un'oasi della Cirenaica (Libia) al confine con l'Egitto, che fu conquistato dalle truppe britanniche nel 1941. Rimasti senza rifornimenti non si arresero, continuando a combattere fino all'ultimo uomo. Il film racconta sia le battaglie, con una visione quasi documentaristica, sia la storia personale dei soldati italiani provenienti da varie regioni.

## Produzione
Nel film, oltre al ruolo di Dolores (Doris Duranti), era previsto un secondo ruolo femminile, quello di Olga, interpretata da Diana Torrieri, ma le scene da lei girate furono soppresse in fase di montaggio definitivo.

## Distribuzione
Il film venne distribuito nel circuito cinematografico italiano l'8 maggio 1942.